# The Serpent's Lair (Stargate SG-1)
The Serpent's Lair (En las garras de la serpiente en Hispanoamérica, La Guarida de la Serpiente en España) es el primer  episodio de la segunda temporada de la serie de televisión de ciencia ficción Stargate SG-1. Corresponde a la Parte 3 de 3 episodios, siendo posterior a "Politics", y a "Within the Serpent's Grasp". Es además el vigésimo tercer episodio de toda la serie.

## Trama
Carter está lista para destruir la nave Goa'uld usando el C-4, cuando otra Ha'tak aparece frente a ellos. Teal'c dice que la nave de Apophis tiene escudos más resistentes y la explosión de esta nave no afectará mucho a la otra. Los Jaffa irrumpen en el cuarto y logran capturar al SG-1 usando una granada paralizante.
En la Tierra, Hammond desea saber porqué no se ha lanzado la alerta completa. El Coronel Samuels, coordinado con el Pentágono, le informa que el área 51 ha creado dos "Mata-Goa'uld", misiles con cabezas nucleares Mark 12-A Stealth, potenciadas con naquadah. Curiosamente, las naves Goa'uld han retrasado el ataque, dando a los EE. UU. tiempo para prepararse.
Pronto aparece Bra'tac, quién desobedece secretamente la orden de Apophis de matar al SG-1, y les informa que él retrasó la invasión colocando a Klorel en un sarcófago sabiendo que Apophis esperaría a que este se recuperara, para atacar. Él planeó originalmente conducir los planeadores de Klorel contra Apophis para que entre ellos se destruyeran, sin embargo, ahora esto no funcionara por lo que O'Neill piensa en un nuevo plan. Mientras tanto, en el SGC, Hammond evacua a los mejores en diferentes materias para preservar la civilización usando el Stargate a una Base-Colonia llamada "Sitio Alfa". 
Cuando Klorel se recupera, las naves continúan su avance, por lo que los nuevos misiles son lanzados, pero no logran penetrar los escudos de las naves Goa'uld. Samuels, desesperado, sugiere a Hammond atacar Chulak pero este rechaza la idea. Mientras, Bra'tac y el SG-1 tratan de tomar el control de la nave de Klorel en silencio. En el puente, capturan a Klorel y Bra'tac dirige la nave hacia la de Apophis, pero uno de los guardias hiere seriamente a Daniel. Él le dice a Jack que lo deje. El resto va a la otra nave con Klorel como rehén temporal, y Bra'tac destruye la consola de mando de Apophis. O'Neill entonces destruye los generadores del escudo de la nave con 2 granadas, para que así ambas naves exploten cuando detone el C-4. Luego escapan usando 2 planeadores. Apophis y Klorel, hacen lo mismo usando los anillos y el Stargate.
Daniel va hacia un sarcófago, para curar sus lesiones. Luego escapa al Sitio Alfa usando el portal de la nave. Ambas Ha'tak chocan y estallan. Los planeadores escapan, pero están dañados seriamente por la explosión. Cuando todo parecía perdido, el SG-1 es rescatado por el Transbordador Endeavour y vuelven al SGC en medio de aplausos y reencontrándose con Daniel, que recibe los abrazos de felicidad de los demás.

## Artistas invitados
- Alexis Cruz como Skaara/Klorel.
- Tony Amendola como Bra'tac.
- Gary Jones como Walter Harriman.
- Peter Williams como Apophis.
- Robert Wisden como el Tne. Coronel Samuels.